# Máy bay ném bom hạng trung

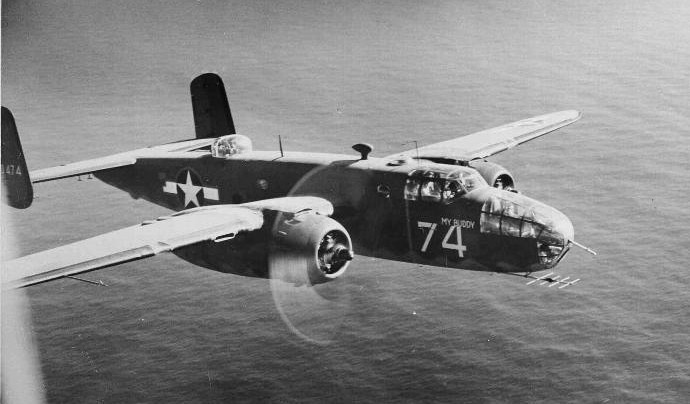
B-25C/D Mitchell của Không quân Hoa Kỳ

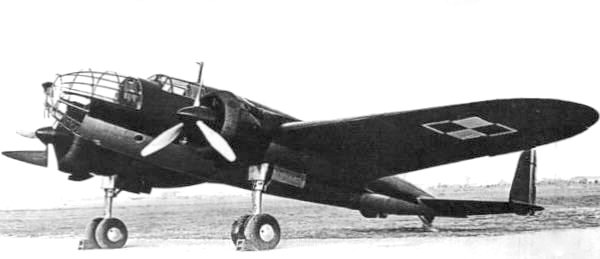
PZL.37 Łoś của Ba Lan

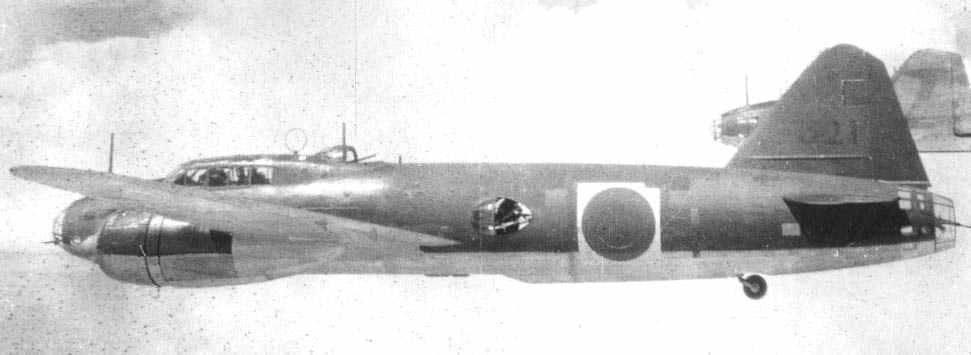
Mitsubishi G4M "Betty" của Nhật Bản

Máy bay ném bom hạng trung là một loại máy bay ném bom quân sự, được thiết kế để hoạt động với khả năng mang bom ở mức vừa trong một phạm vi hoạt động mức trung bình; đây là đặc điểm chính để phân biệt lớp máy bay ném bom này với lớp máy bay ném bom hạng nặng lớn hơn và lớp máy bay ném bom hạng nhẹ nhỏ hơn. Thuật ngữ này được sử dụng chủ yếu trong thời kỳ trước và trong Chiến tranh Thế giới thứ hai, khi động cơ khỏe vẫn còn khan hiếm đến mức những thiết kế phải sử dụng những động cơ yếu để thực hiện các nghiệm vụ. Máy bay ném bom hạng trung nói chung được dùng để chỉ bất kỳ các mẫu thiết kế máy bay nào có thể mang khoảng 4.000 lb (1.8 tấn) bom bay trên quãng đường từ 1.500 đến 2.000 dặm (2.400 đến 3.200 km). Máy bay ném bom hạng nặng trên danh nghĩa là những máy bay mang được từ 8.000 lb (3.6 tấn) bom trở lên, và máy bay ném bom hạng nhẹ mang được khoảng 2.000 lb (0.9 tấn) bom. Nhưng những sự phân biệt đó đã biến mất vào giữa Thế chiến thứ hai, khi máy bay tiêm kích trung bình đã có thể mang được 2.000 lb (0.9 t) vũ khí và được trang bị những động cơ mạnh hơn, cho phép những thiết kế "nhẹ" thực hiện nhiều nhiệm vụ trước đấy chỉ do máy bay ném bom hạng trung thực hiện.
Sau chiến tranh, thuật ngữ này biến mất gần như ngay tức thì trong các mục đích. Dù một số máy bay được thiết kế trong phạm vi hiệu suất của máy bay ném bom hạng trung, nhưng chúng ngay lập tức lại bị ám chỉ thành "máy bay ném bom chiến thuật" thay vì tên gọi kia. Những máy bay ném bom hạng trung nổi tiếng sau chiến tranh thế giới thứ hai bao gồm English Electric Canberra (bản sao của Mỹ mang tên Martin B-57) và Ilyushin Il-28 Beagle.
Sau Thế chiến thứ hai, chỉ có Bộ Tư lệnh Trên không Chiến lược Hoa Kỳ còn sử dụng thuật ngữ "máy bay ném bom hạng trung" vào thập niên 1950 để phân biệt Boeing B-47 Stratojet với "máy bay ném bom hạng nặng" Boeing B-52 Stratofortress có kích thước lớn hơn (máy bay ném bom hạng nặng B-29 và B-50 cũng được phân loại thành "hạng trung" trong thời kỳ này). Tuy nhiên, cách phân loại này hoàn toàn mang tính ngữ nghĩa và quan liêu, bởi vì cả B-47 và B-52 đều có kích thước, hiệu suất cũng như khả năng mang tải lớn hơn nhiều so với bất kỳ máy bay ném bom hạng nặng hoặc hạng trung nào trong thời Thế chiến thứ hai.
Mặc dù thuật ngữ này không còn được sử dụng, nhưng việc phát triển máy bay làm nhiệm vụ của 'máy bay ném bom hạng trung' vẫn tiếp tục, chúng đã được sử dụng trong nhiều cuộc xung đột sau Thế chiến thứ hai; ví dụ như Su-24, Su-34, F-111, J-16 và F-15E có tải trọng và phạm vi hoạt động lớn hơn máy bay tiêm kích-ném bom, nhưng kém hơn máy bay ném bom chiến lược. 

## Danh sách máy bay ném bom hạng trung
Máy bay được giới thiệu trước Thế chiến thứ hai (ngày 1 tháng 9 năm 1939)
- Armstrong Whitworth Whitley
- Bloch MB.210
- CANT Z.1007
- Douglas B-18 Bolo
- Douglas B-23 Dragon
- Dornier Do 23
- Fiat BR.20 Cicogna
- Fokker T.V
- Handley Page Hampden
- Heinkel He 111
- Ilyushin DB-3
- Junkers Ju 52
- Junkers Ju 86
- Lioré et Olivier LeO 45
- Martin B-10
- Mitsubishi G3M
- Mitsubishi Ki-21
- PZL.37 Łoś
- Savoia-Marchetti SM.79
- Vickers Wellington

Thế chiến thứ hai
- de Havilland Mosquito
- Dornier Do 217
- Ilyushin Il-4
- Junkers Ju 88
- Martin B-26 Marauder
- Mitsubishi G4M
- Mitsubishi Ki-67
- Nakajima Ki-49
- North American B-25 Mitchell
- Savoia-Marchetti SM.84
- Tupolev Tu-2
- Yermolayev Yer-2
- Yokosuka P1Y

Sau Thế chiến thứ hai
- English Electric Canberra
- Ilyushin Il-28
- Martin B-57 Canberra
- Douglas A-3 Skywarrior
- North American AJ Savage
- North American A-5 Vigilante
- Dassault Mirage IV
- Grumman A-6 Intruder
- Blackburn Buccaneer
- General Dynamics F-111
- Sukhoi Su-24